# Sân bay Kulob
Sân bay Kulob là một sân bay ở Kulyab, Tajikistan (IATA: TJU, ICAO: UTDK). Sân bay này có một đường băng dài 3000 m rải asphalt.

## Các hãng hàng không và các tuyến điểm
- Orenburg Airlines (Moscow-Domodedovo)
- Tajik Air (Khudzhand, Dushanbe, Moscow-Domodedovo)
- Ural Airlines (Yekaterinburg, Moscow-Domodedovo)